# 小行星5978
小行星5978（英語：5978 Kaminokuni）是一颗围绕太阳公转的小行星。1992年11月16日，圓舘金、渡邊和郎在北见发现了此天体。
这颗小行星的绝对星等为205.2617833260101等。